# Tityus pintodarochai
Espèce
Tityus pintodarochai est une espèce de scorpions de la famille des Buthidae.

## Distribution
Cette espèce est endémique du Paraná au Brésil. Elle se rencontre dans le parc d'État de Vila Velha.

## Description
La femelle holotype mesure 52,5 mm.

## Étymologie
Cette espèce est nommée en l'honneur de Ricardo Pinto-da-Rocha.

## Publication originale
- Lourenço, 2005 : « Description of a new species of Tityus (Scorpiones, Buthidae) from the Parque estadual de Vila Velha in the state of Parana (Brazil). » Acta Biologica Paranaense, vol. 34, no 1/4, p. 15-26 (texte intégral).